# Comunità europea dell'energia atomica
La Comunità europea dell'energia atomica (CEEA o Euratom) è un'organizzazione internazionale istituita, contemporaneamente alla CEE, con i trattati di Roma del 25 marzo 1957 allo scopo di coordinare i programmi di ricerca degli stati membri relativi all'energia nucleare ed assicurare un uso pacifico della stessa. La durata dell'Euratom è illimitata, a differenza di quella della Comunità europea del carbone e dell'acciaio (CECA), che era stabilita in cinquant'anni (e che è scaduta, infatti, il 23 luglio 2002).
Sebbene i membri appartenenti all'Euratom siano gli stessi dell'Unione europea, l'Euratom non si è mai fuso con essa nelle varie ratifiche dei trattati europei e mantiene tuttora una personalità giuridica separata, nonostante condivida con essa anche l'organo governativo stesso (Commissione europea).

## Presidenti della CEEA
Pur avendo un trattato separato dall'Unione europea, dopo il trattato di fusione l'Euratom ha cambiato la sua struttura esecutiva. Fino ad allora è stato eletto un presidente esecutivo. Dal 1967, anno di fine mandato dell'ultimo presidente della CEEA, il potere esecutivo è stato affidato alla Commissione europea.
- Louis Armand (Francia) - Commissione Armand 1958-1959
- Étienne Hirsch (Francia) - Commissione Hirsch 1959-1962
- Pierre Chatenet (Francia) - Commissione Chatenet 1962-1967

## Segretario generale della Commissione Euratom
- Giulio Guazzugli Marini 1957-1965 (Italia)